# South China Athletic Association
South China Athletic Association também conhecido como South China, SCAA é um clube desportivo de Hong Kong, mais conhecido através de sua equipe de futebol.
A equipe de futebol atua na Liga da Primeira Divisão de Hong Kong. É o clube com maiores conquistas no campeonato, tendo sido campeã por 41 vezes. Também possui 22 títulos da Copa Protetor Sênior, o recorde de 10 Copas FA, e 2 Copas da Liga de Hong Kong. 
É a equipe mais vitoriosa de Hong Kong, dominando do futebol local desde a década de 1920. 
Em novembro 2007, o clube participou em uma parceria de caridade com cruz vermelha de Hong Kong. A parceria é pioneira entre uma associação de esportes e uma organização humanitária em Hong Kong.

## Títulos

### Nacionais
- Liga da Primeira Divisão de Hong Kong: 41 (1923–24, 1930–31, 1932–33, 1934–35, 1935–36, 1937–38, 1938–39, 1939–40, 1940–41, 1948–49, 1950–51, 1950–51, 1951–52, 1952–53, 1954–55, 1956–57, 1957–58, 1958–59, 1959–60, 1960–61, 1961–62, 1965–66, 1967–68, 1968–69, 1971–72, 1973–74, 1975–76, 1976–77, 1977–78, 1985–86, 1986–87, 1987–88, 1989–90, 1990–91, 1991–92, 1996–97, 1999–00, 2006–07, 2007–08, 2008/09, 2009/10, 2012/13)

- Protetor Sênior de Hong Kong: 31 (1928–29, 1930–31, 1932–33, 1934–35, 1935–36, 1936–37, 1937–38, 1938–39, 1940–41, 1948–49, 1954–55, 1956–57, 1957–58, 1958–59, 1960–61, 1961–62,1964–65, 1971–72, 1985–86, 1987–88, 1988–89, 1990–91, 1995–96, 1996–97, 1998–99, 1999–00, 2001–02, 2002–03, 2006–07, 2009-10 e 2013-14)

- Copa Vice-Rei de Hong Kong: 8 (1971–72, 1979–80, 1986–87, 1987–88, 1990–91, 1992–93, 1993–94, 1997–98)

- Copa FA: 10 (1984–85, 1986–87, 1987–88, 1989–90, 1990–91, 1995–96, 1998–99, 2001–02, 2006–07 e 2010-11)

- Copa da Liga de Hong Kong: 3 (2001–02, 2007–08 e 2010-11)

### Asiáticos
- Copa dos Campeões da Ásia

Vices (1): 1993-94